# Бідинка
Бі́динка (рос. Бединка) — присілок у складі Шатровського району Курганської області, Росія. Входить до складу Самохваловської сільської ради.
Населення — 7 осіб (2010, 38 у 2002).
Національний склад станом на 2002 рік: росіяни — 92 %.